# 暖暖區
暖暖區位於臺灣基隆市最南端，臺灣最早設置現代化都市水源地的地方，北鄰仁愛區，東北接信義區，東鄰新北市瑞芳區，南鄰新北市平溪區、汐止區，西鄰七堵區，西北接安樂區。區內人口約3.8萬人，是基隆市人口最少的行政區。

## 歷史
暖暖區原為巴賽族「暖暖社」（又稱「那那社／」，意思為「間隔處」）居住地，荷蘭時代繪製的《大臺北古地圖》中，暖暖的位置標示，臺語音譯作八暖暖，荷蘭文獻記載，「Perranouan是阻隔淡水與基隆之間的障礙」。暖暖多為泉州安溪人開墾，清代為臺北府四堡之一「石碇堡」之中心地帶。日本殖民統治開始，1901年置於基隆廳水返腳支廳管轄之下，初名第廿區，後改為暖暖區。1909年，基隆廳併入臺北廳，暖暖區改為臺北廳水返腳支廳管轄；1919年7月19日，暖暖區改歸臺北廳基隆支廳管轄。1920年地方制度改正，五堵、瑪陵坑、暖暖三区合併為七堵，隸臺北州基隆郡。
1945年戰後，國民政府改庄為鄉、改郡為縣轄區，暖暖屬臺北縣基隆區七堵鄉。1946年底，基隆市成立以後，暖暖、八堵當地民眾希望改屬基隆市。1947年1月18日，七堵鄉劃歸基隆市，並改編為七堵區。1949年2月1日，七堵區内的八堵、暖暖、碇內三段（當時分七里）分出改設暖暖區至今。

## 人口
根據基隆市政府民政處統計，2024年底暖暖區戶數約1.7萬戶，人口約3.8萬人，區內人口最多與最少的里分別是碇祥里與八中里，2024年底兩里人口分別為7,168人與407人。暖暖區和基隆市其他地區相同，面臨人口老化與少子化的問題，不過暖暖區的前述兩項人口問題仍較市內其他地區輕微，2024年底暖暖區總人口中，有10.04%的年齡在0至14歲，71.10%的年齡在15至64歲，18.86%則是65歲以上人口，是基隆市青壯年人口比例最高、老年人口比例最低的行政區。

## 政治

### 區政組織
暖暖區公所是基隆市政府在暖暖區的派出機關，在中華民國政府架構中為市政府綜理區政的執行機關，上級業務監督機關為基隆市政府。区长由市長任命，其任期為無任期保障。在區長及秘書之下，設有4課2室等6個內部單位及調解委員會。暖暖區為基隆市第六選區，在基隆市議會31席市議員中，暖暖區共選出3席區域市議員（不包括平地原住民議員）。

### 行政區劃
暖暖區的行政區劃轄有碇祥里、碇內里、暖東里、碇和里、暖同里、過港里、暖暖里、暖西里、八中里、八堵里、八南里、碇安里、八西里等13個里，共計280鄰。

### 警政治安
- 基隆市警察局第三分局八堵分駐所
- 基隆市警察局第三分局碇內派出所
- 基隆市警察局第三分局暖暖派出所

### 消防局
- 基隆市消防局暖暖分隊

## 教育

### 高級中學
- 國立基隆高級中學
- 基隆市立暖暖高級中學（完全中學）

### 國民中學
- 基隆市立暖暖高級中學國中部
- 基隆市立碇內國民中學

### 國民小學
- 基隆市暖暖區暖暖國民小學
- 基隆市暖暖區碇內國民小學
- 基隆市暖暖區暖西國民小學
- 基隆市暖暖區八堵國民小學
- 基隆市暖暖區暖江國民小學

## 醫療
- 臺灣礦工醫院

## 交通

### 鐵路
臺灣鐵路管理局
- 縱貫線：八堵車站
- 宜蘭線：八堵車站 - 暖暖車站

### 公路
- 國道一號（中山高速公路）
  - 八堵交流道（2）
- 台62線（東西向快速公路 萬里－瑞濱）
  - 暖暖交流道（9）
- 台2丙：基福公路
- 台2丁：瑞八公路
- 台5線：北基公路

其他道路參見暖暖區道路列表

### 公車路線
- 基隆市公車

| 路線編碼 | 營運區間                                 | 備註                 |
| -------- | ---------------------------------------- | -------------------- |
| 601      | 四腳亭—仁二路（二信循環站）              |                      |
| 602      | 暖暖－仁二路（二信循環站）               |                      |
| 603      | 東勢坑（暖東峽谷）－仁二路（二信循環站） |                      |
| 605      | 龍門谷－仁二路（二信循環站）             | 部分班次繞駛長庚醫院 |
| 606      | 碇內－八堵車站－七堵                     | 部分班次行經過港路   |
| 607      | 羅傑摩爾－仁二路（二信循環站）           |                      |
| 402      | 堵南里－仁二路（二信循環站）             |                      |
| 403      | 東新街－仁二路（二信循環站）             |                      |
| 406      | 長安社區－仁二路（二信循環站）           |                      |
| 407      | 七堵－仁二路（二信循環站）               |                      |
| 510      | 七堵－八堵車站－大武崙                   |                      |

- 台鐵捷運化接駁公車

| 路線編碼 | 營運區間                   | 備註                                               |
| -------- | -------------------------- | -------------------------------------------------- |
| R66      | 七堵車站－海洋大學－海科館 | 行經萬瑞快速道路                                   |
| R81      | 國家新城－七堵車站         |                                                    |
| R82      | 建德國中－七堵車站         |                                                    |
| R85      | 大武崙－七堵車站           |                                                    |
| R86      | 幸福華城社區－七堵車站     | 部分班次配置低地板公車服務，僅行駛至台北大鎮社區。 |

- 新北市聯營公車

| 路線編碼 | 營運區間   | 備註                   |
| -------- | ---------- | ---------------------- |
| 787      | 瑞芳－基隆 | 部分班次繞駛瑞芳工業區 |

### 公路（國道）客運
| 經營業者 | 路線編號 | 營運路線 | 備註                 |
| -------- | -------- | --- | -------------------- |
| 基隆客運 | 1003     | 瑞芳車站－四腳亭－碇內－暖暖區公所－－八堵車站－六堵－基隆監理站 | 經瑞八公路、北基公路 |
| 基隆客運 | 1031     | 國家新城－麥金路－(基隆)長庚(紀念)醫院－基隆車站－三坑－八堵車站－七堵－汐止－樟樹灣－ 樟樹國中 |                      |
| 基隆客運 | 1032     | 基隆車站－南榮路－八堵車站－七堵－六堵－百福社區－－汐止－汐科站南站－樟樹灣－ 捷運南港展覽館站(南港路)－南港車站－松山車站－世貿中心(基隆路)－捷運六張犁站－台灣科技大學－福和橋－ 捷運永安市場站－板橋公車站 | 經北基公路           |
| 基隆客運 | 1061     | 中崙－捷運忠孝復興站－松山車站(八德)－潭美國小(成功)－－暖江橋頭－碇內－四腳亭－瑞芳車站 | 不經暖暖區公所       |
| 基隆客運 | 1061A    | 中崙－捷運忠孝復興站－松山車站(八德)－潭美國小(成功)－－暖暖區公所－碇內－四腳亭－瑞芳車站 | 經暖暖區公所         |
| 基隆客運 | 1062     | 中崙－捷運忠孝復興站－松山車站(八德)－潭美國小(成功)－－暖江橋頭－碇內－四腳亭－瑞芳車站－ 金瓜石 |                      |
| 基隆客運 | 1088     | 寶祥吉祥－碇內－暖暖－－潭美國小(成功)－松山車站(八德)－市民大道－南港車站 | 基隆市快捷公車       |
| 新北客運 | 1191     | 中崙－松山車站(八德)－南港車站－捷運南港展覽館站(南港路)－－汐科站南站－汐止－六堵－ 八堵－三坑－基隆車站 | 經、北基公路         |
| 新北客運 | 1192     | 烘內－汐止車站(八德)－六堵－七堵－八堵車站－三坑－基隆車站 | 經、北基公路         |
| 國光客運 | 1813A    | 八堵車站－－七堵市區－六堵工業區－百福社區－－環東大道－聯合報－－觀光局－捷運忠孝敦化站－ 捷運忠孝復興站－台北科技大學－審計部－臺北車站(東三門)                                                              | 固定班次             |
| 國光客運 | 1813F    | 暖暖(聯合晚報八堵辦事處)－碇內國中－暖暖區公所－－環東大道－聯合報－－觀光局－捷運忠孝敦化站－ 捷運忠孝復興站－台北科技大學－審計部－臺北車站(東三門)                                                          | 固定班次             |
| 中興巴士 | 2025     | 捷運六張犁站－世貿中心(基隆路)－市府轉運站－－礦工醫院－暖江橋頭－碇內－四腳亭－ 瑞芳車站 | 固定班次             |

### 未來

#### 捷運
基隆捷運
- 山線：八堵站

## 旅遊
- 暖暖安德宮
- 暖暖東興廟
- 西勢水庫
- 暖暖淨水廠百年幫浦間
- 暖東峽谷
- 暖暖吊橋
- 暖暖運動公園
- 雙龍潭
- 暖暖雙生土地公廟
- 暖江橋壺穴：基隆河中上游分布很多壺穴，其中以暖江橋河段壺穴發育最好[7]，而且為數可觀，計有2074座壺穴，並存在早、中、晚期形成的壺穴，種類繁多，是全球壺穴分布密度最高的河段[8]。
- 暖東苗圃
- 暖暖老街
- 暖暖親水公園
- 龍門谷
- 金山寺
- 碇內尖砲台
- 五分山西峰
- 姜子寮山

## 外部連結
- 暖暖區公所 （页面存档备份，存于）
- 暖暖區公所的Facebook專頁
- YouTube上的暖暖區公所頻道